# Ultimate Victory
Ultimate Victory é o segundo álbum de estúdio solo do rapper americano Chamillionaire. Foi lançado no dia 18 de setembro de 2007 pelas gravadoras Chamillitary Entertainment e Universal Records.

## Faixas
| #  | Faixas                       | Participações  | Produtores       | Tempo |
| -- | ---------------------------- | -------------- | ---------------- | ----- |
| 1  | "The Morning News"           |                | Kane Beatz       | 3:58  |
| 2  | "Hip Hop Police              | Slick Rick     | Jonathan Rotem   | 4:15  |
| 3  | "Standing Ovation"           |                | Kane Beatz       | 4:27  |
| 4  | "Won't Let You Down"         | K-Ci           | Kane Beatz       | 4:38  |
| 5  | "Industry Groupie"           |                | Jonathan Rotem   | 3:33  |
| 6  | "Pimp Mode"                  | Bun B          | Happy Perez      | 5:20  |
| 7  | "Rock Star"                  | Lil Wayne      | The Beat Bullies | 5:00  |
| 8  | "Skit"                       | Spanky Hayes   |                  | 3:04  |
| 9  | "The Bill Collecta"          | Krayzie Bone   | Play-N-Skillz    | 3:51  |
| 10 | "The Ultimate Vacation"      |                | The Beat Bullies | 4:05  |
| 11 | "Come Back To The Streets"   |                | The Runners      | 4:52  |
| 12 | "I Think I Love You"         |                | The Beat Bullies | 4:44  |
| 13 | "The Evening News"           |                | Kane Beatz       | 4:08  |
| 14 | "Welcome To The South"       | Pimp C         | Kane Beatz       | 4:12  |
| 15 | "You Must Be Crazy"          | Famous         | Dave M.G.        | 4:54  |
| 16 | "We Breakin Up"              |                | Chops            | 4:41  |
| 17 | "Skit - Stuck In The Ghetto" | Tony Henry     |                  | 1:45  |
| 18 | "Rocky Road"                 | Devin The Dude | Happy Perez      | 4:59  |
| 19 | "The Ultimate Victory"       |                | Happy Perez      | 3:12  |